# Bitka za Khe Sanh
Bitka za Khe Sanh je bila ena izmed večjih in najbolj znanih bitk vietnamske vojne. Do bitke je prišlo 21. januarja 1968 v kraju  Khe Sanh v najbolj severni in odmaknjeni provinci Južnega Vietnama, Quang Tre. Bitka je bila nekakšen uvod v ofenzivo Tet, ki se je začela konec januarja. Po začetnih spopadih v okoliških hribih je poveljstvo ameriške vojske spoznalo, da ima opravka z močnim in dobro oboroženim nasprotnikom. Kmalu zatem je ameriška baza Khe Sanh ostala odrezana od preostanka ameriških sil, zato jo je bilo v naslednjih mesecih mogoče oskrbovati le iz zraka. Da se ne bi ponovil Dien Bien Phu, so Američani bazo neprestano podpirali z zračnimi napadi na okoliške hribe ter tako okoli baze ustvarili nekakšno območje smrti. Obleganje baze se je končalo 8. aprila, na presenečenje Američanov, brez enega samega večjega napada vietnamske vojske. Po bitki so bazo porušili.

## Dogodki pred bitko
Khe Sanh je vas na skrajnem severozahodnem koncu Južnega Vietnama, vas spada v provinco Quang Tri. Na začetku vietnamske vojne je bil tam tabor za urjenje posebnih enot južno vietnamske vojske in lokalnih domačinov. Po vse pogostejših bojih v demilitarizirani coni (DMC) leta 1967 pa so tja prišli ameriški marinci. Ti so zgradili močno oporišče z letališčem, iz katerega so lahko nadzirali strateško pomembno cesto št. 9, ki je povezovala Laos z Južnim Vietnamom. Ob koncu leta 1967 je bilo v bazi že več tisoč ameriških vojakov. 
Baza je bila postavljena ob vasi v ozki dolini med hribi, ki so imeli tudi 800 in 1000 m nadmorske višine. Obdajala je letališče, ki je zanjo predstavljalo glavno komunikacijo z zaledjem. Za obrambo je bilo okoli baze skopanih več kilometrov strelskih jarkov, odpornih točk in bunkerjev. Vse skupaj pa so ščitila obsežna minska polja in polja bodeče žice. Pred spopadom je bilo v bazi nastanjenih 6000 marincev skupaj z letalskim osebjem in pripadniki posebnih enot južno vietnamske vojske. Oporišče je bilo oboroženo s tanki in 46 topovi, za podporo pa so imeli na razpolago še minomete in topove na bližnjih hribih. V primeru večjega napada pa naj bi se celotna obramba zanašala na letalsko podporo. 
Ker je bila baza tako blizu Severnega Vietnama in hkrati tako daleč od glavnine ameriške vojske si poveljstvo severno vietnamske vojske ni moralo pomagati, da je ne bi napadlo in poizkušalo osvojiti. 

## Bitka
Prvi spopadi okoli baze in na okoliških hribih so se začeli že konec leta 1967 in v začetku leta 1968. Zaradi vedno bolj agresivnih spopadov so Američani spoznali, da so  trčili ob močne in izredno dobro oborožene enote Severnega Vietnama in Viet Konga. Ker je bila baza izredno oddaljena od glavnine ameriških sil se je postavilo vprašanje ali jo zapustiti ali boj nadaljevati? General William Westmoreland, poveljnik ameriške vojske v Vietnamu, se je odločil, da bo boj nadaljeval in bazo v naslednjih dneh okrepil, tako da je bilo januarja v njej že 6000 ameriških in južno vietnamskih vojakov. 
Pred glavnim spopadom so vojaki Severnega Vietnama oporišče najprej obkolili, tako da so zasedli hribe nad dolino. Na hribe so postavili topove in raketomete ter jih dobro maskirali. Najprej je 20. januarja s presenečenjem in nenadnim napadom v bazo poizkušala vdreti manjša severno vietnamska enota, napad je bil odbit. Tega dne so bili napadeni tudi ameriški podporni položaji na hribih. Pravi napad na  Khe Sanh se je začel 21. januarja ob 5:30. Vietnamci so oporišče začeli obstreljevati s topniškim in raketnim ognjem. Že prvi dan so zadeli skladišče streliva in eksplozije so si sledile še dva dni. Obstreljevanje je bolj ali manj neprestano trajalo od februarja do aprila. Vrhunec je doseglo 23. februarja, ko je na oporišče ali blizu njega padlo 1.300 raznih vrst izstrelkov. Američani so na obkolitev in na ogenj odgovorili s še večjim ognjem. Da bi Vietnamcem preprečili vdrtje v bazo so na okoliška območja izstrelili več kot 150.000 topovskih granat. Bombniki B-52 pa so odvrgli 100.000 ton bomb, veliko bomb so odvrgla tudi manjša bojna letala kot npr. A-4 Skayhawk , ki so v okviru zračne podpore neprestano preletavala območje baze. Kljub neprestani letalski podpori so morali Američani zapustiti nekatere strateške točke v okolici baze in se umakniti v bazo.
Ker je bila baza popolnoma obkoljena so jo Američani lahko oskrbovali le iz zraka s pomočjo letal C-130. Sprva je oskrbovanje potekalo brez večjih problemov, nato pa so Vietnamci na vrhove okoli baze postavili protiletalsko topništvo. Po tem je oskrbovanje baze iz zraka postalo smrtno nevarno. Da bi skrajšali čas vzletanja in pristajanja letal, letala niso več pristajala, ampak so tovor odvrgla tik na letališko stezo ali pa kar s padali. Konec februarja so Vietnamci večkrat napadli izpostavljene dele baze, v zasedo pa so zvabili več ameriških patrulj. Marca so obveščevalci ugotovili, da so se začeli Vietnamci umikati, kljub temu se je bombardiranje nadaljevalo z vso silovitostjo. Tega meseca je vietnamska granata že drugič v celotni bitki zadela skladišče streliva in povzročila ogromno škode. 30. marca so marinci izvedli izpad in napadli vietnamske položaje. 
Da bi Američani dokončno rešili oblegano posadko so sprožili operacijo Pegasus. V operaciji, ki se je začela 1. aprila, so Američani z močnimi enotami napredovali po cesti št. 9. Pri tem so naleteli na zelo majhen odpor vietnamske vojske. Do ostrih bojev je prišlo le v okolici vasi Khe Sanh, kjer so ameriške enote naletele na močne vietnamske enote, ki so oblegale bazo. Osmega aprila ob 8:00, po hudih bojih, ameriške enote vstopijo v bazo in tako prekinejo 77 dnevno obleganje. Cesto št. 9 odprejo 11. aprila s čimer je baza ponovno povezana z zaledjem in jo je možno oskrbovati pa zemlji.

## Dogodki po spopadu
Po 77 dneh obleganja so ameriške divizije rešile oblegano posadko  Khe Sanha. Američani so imeli med obleganjem 730 mrtvih, 2.642 ranjenih in 7 pogrešanih. Pri tem je 54 vojakov umrlo v trčenju dveh letal, naknadnih 92 pa jih je umrlo med reševalno akcijo Pegasus. Bitka je bila zelo odmevna, tako v ZDA kot po celem svetu. Čeprav se usoda francoskega  Dien Bien Phua ni ponovila se je ameriško poveljstvo odločilo, da bazo zaradi prevelike izpostavljenosti poruši. Julija 1968 so bazo izpraznili in jo nato s stroji porušili do temeljev.
Izgube Vietnamcev niso znane, po nekaterih ocenah naj bi znašale med 10.000 in 15.000 mrtvih in ranjenih. Namen bitke za  Khe Sanh še danes ni popolnoma jasen. Po nekaterih domnevah naj bi šlo le za nekakšen uvod v dosti bolj obsežno ofenzivo Tet. Obstaja tudi možnost, da sta bili ofenziva in bitka neposredno povezani saj bi ofenziva zaposlila ameriške enote na drugih bojiščih, tako da ne bi mogli pomagati oblegani posadki baze  Khe Sanh. Na prvi pogled je kazalo, da sta Dien Bien Phu in Khe Sanh neposredno povezana saj je pri njunem obleganju sodeloval isti Severno Vietnamski general, Vo Nguyen Giap. Veliko kasneje pa so vojaški analitiki ugotovili, da Vietnamci baze nikoli niso nameravali zavzeti, saj v 77 dneh obleganja nanjo niso izvedli niti enega večjega napada, niti niso prekinili oskrbe z vodo. Namen generala Giapa tako naj ne bi bilo zavzetje baze, ampak proti Američanom voditi nekakšno medijsko vojno, v kateri je želel prikazati, da sta Severnovietnamska vojska in Viet Kong, kljub velikim izgubam ki jih naštevajo Američani, še vedno močna in sposobna izvajati velike vojaške operacija .